# Горзвин
Горзви́н — село в Україні, у Луцькому районі Волинської області. Входить до складу Торчинської селищної громади. Дворів — 95, мешканців — 296. 

## Географія
Розташоване на прибережжі річки Чорногузки.

## Історія
Археологічні знахідки свідчать, що в XV - XII століттях до н. е. тут жили хлібороби, скотарі, рибалки, мисливці комарівсько-тшинецької культури бронзової доби. Є сліди селища давньоруського часу XI - XIII століть. Його площа — понад 3 га. В урочищі Гориське збереглося давньоруське городище діаметром 55 метрів.
Назву села народна етимологія виводить від гори (городища) і дзвону на ній, що бив на сполох при наближенні ворожих ватаг. За легендою, вони були тут не раз, зокрема в 1500 році, коли татарський загін грабував село і довкільні поселення. Тобто, вираз "гора, дзвін" трансформувалось в "горзвин".
В друкованих джерелах Горзвин згадується під 1545 роком, як власність панів Горзвинських. У 1570 році його згадано в податкових документах. Тоді його звали Горвин, Ордзвін. Володіла селом пані княжого роду Францова Фальчевська, вона мала тут більше 20 селянських господарств з землею, стільки ж городників і ремісника. Мало село і водяний млин, корчму, виноробню. Є відомості про Горзвин і за 1577 рік, коли ним володів Петро Фальчевський. В його власності були і Садів, Кошів, Жуківець.
Під 1583 роком Горзвин згаданий уже як володіння луцького латинського єпископа (Вікторина Вербицького) і приписаний до торчинського замку. Єпископ Вікторин Вербицький платив від 5 ланів, 16 півланів, 8 городників, трьох млинових кіл. У цьому селі знаходили притулок втікачі з сіл Березолупи, Туропин та ін. (1592—1594 рр.). Втікали селяни і в козацькі загони, бо в ті роки вирували повстання під проводом Косинського, Наливайка.
У 1648 році Горзвин уже був власністю луцького костелу Святої Трійці і було тут 41 господарство. Наступного,1649 року, кількість селянських дворів зменшилась до 35.Це зв'язано з участю горзвинців у козацько-селянській війні під проводом гетьмана Б.Хмельницького проти польської шляхти.
Всеросійський перепис 1897 року зафіксував у селі 46 дворів, а мешканців 321.Село славилось своїми ставками, млинами на греблі.
Під час Першої і Другої світових воєн Горзвин перебуває у зоні тривалого проходження фронту і жорстоких боїв. Тому зазнавав великих руйнувань. 23 червня 1941 року, на другий день після нападу Німеччини на СРСР, у луцькій в'язниці без судового вироку радянські енкаведисти розстріляли і 9 горзвинських селян. Ось їх імена: Теодосій Богдан, Микола Гордій, Василь Кобець, Олексій і Петро Коляди, Петро Колядинський, Олександр Коновал, Федір Коновалюк, Онуфрій Здрилюк.
Більше 50 чоловіків села в рядах Червоної армії воювали за визволення країни від фашистських загарбників. З них 21 воїн загинув на фронтах війни. В завершальних боях уже на землях рейху смертю героїв полягли єфрейтор Олександр Кобець, Антон Ткачук, Панас Шамрило, Дмитро Вишневський, Андрій Франчук та ряд інших воїнів.
Село Горзвин визволене влітку 1944 року. Але ще довго сюди не приходив мир і спокій. 23 лютого 1945 року через село в напрямку фронту проходила сотня УПА. У сутичці з нею загинуло більше 20 партійних і радянських працівників Торчина, а також кілька їздових, які підвозили їх до села. Вісім горзвинців було репресовано органами НКВД за підозрою в зв'язках з ОУН і вивезено в Сибір, Казахстан.
Після війни село на кілька десятиліть потрапило в розряд неперспективних. Його прилучали то до Садівської, то до Білостоцької сільрад. 
До 5 січня 2018 року село підпорядковувалось Білостоцькій сільській раді Луцького району Волинської області.

## Населення
Згідно з переписом УРСР 1989 року чисельність наявного населення села становила 289 осіб, з яких 140 чоловіків та 149 жінок.
За переписом населення України 2001 року в селі мешкали 294 особи.

### Мова
Розподіл населення за рідною мовою за даними перепису 2001 року:
| Мова       | Відсоток |
| ---------- | -------- |
| українська | 99,32 %  |
| російська  | 0,68 %   |

## Пам'ятки археології
- В східній частині села, в урочищі «Гориська», на мисі правого берега р. Чорногузки, висотою до 10 м над рівнем заплави — давньоруське городище округлої форми діаметром 55 м. З напільного боку воно укріплене валом і ровом. Обстежувалось у 1960 році П. Раппопортом.
- На схід від городища, на схилі першої надзаплавної тераси правого берега Чорногузки — поселення давньоруського періоду ХІ–ХІІІ ст. площею до 1 га.
- В північній частині села, на прилеглій до тваринницької ферми території, на мисі першої надзаплавної тераси лівого берега Чорногузки — двошарове поселення тшинецько-комарівської культури і давньоруського періоду ХІ–ХІІІ ст. площею до 1,5 га.
- В південній частині села, на схід від ґрунтової дороги і греблі, що з'єднує нову і стару територію села, на схилі першої надзаплавної тераси правого берега р. Чорногузки заввишки 6–8 м над рівнем заплави — давньоруське селище ХІ-XIV ст. площею до 2 га.
- В північно-західній частині села, на мисі першої надзаплавної тераси лівого берега Чорногузки на висоті 6–7 м над рівнем заплави — селище давньоруського періоду ХІІ–XIV ст. площею до 1 га. Керамічні матеріали зібрані з території присадибних ділянок селян.
- За 0,5 км на південний захід від села, на мисі першої надзаплавної тераси правого берега р. Чорногузки, заввишки 5–6 м над рівнем заплави — двошарове поселення тшинецько-комарівської культури і давньоруського періоду ХІ–ХІІІ ст. площею 2 га